# 川崎俊一
川崎 俊一（かわさき しゅんいち、1896年（明治29年）1月24日 - 1943年（昭和18年）1月19日）は、日本の大正から昭和期における地球物理学者。
京都帝国大学理学部宇宙物理学教室の最初の卒業生で、水沢緯度観測所第二代所長を務めた。

## 生涯
滋賀県栗太郡治田村（現在草津市と栗東市にまたがる）に生まれる。姉の英子は、天文学者で京都帝国大学教授山本一清の妻となる。京都府立第二中学校、1912年（大正3年）広島高等師範学校に入学し、京都帝国大学理学部に1917年（大正8年）入学、1920年（大正11年）京都帝国大学理学部宇宙物理学教室第一期生として卒業する。
1920年（大正11年）京都帝国大学卒業後水沢緯度観測所に技師として入所する。1932年（昭和7年）より1934年（昭和9年）にかけてアメリカに留学し、グリニッジ天文台にて緯度変動に係る研究を行い、留学中の1933年（昭和8年9月）リスボンで行われた国際測地学・地球物理学連合会議に日本を代表して出席した。1937年（昭和12年）論文提出により理学博士学位を得、1941年（昭和16年）5月初代水沢緯度観測所所長木村栄博士退任により第二代所長に就任した。しかし、就任3年目の1943年（昭和18年）1月19日、47歳の誕生日直前に逝去する。

## 業績
業績内容
主な業績
- 論文「日射による緯度変化」発表により日本学術協会より表彰を受ける[5]。
- 論文「On Minor Variations of Latitude at Greenwich」により京都帝国大学にて学位を受ける（登録番号613、滋賀県出身者としては8人目の理学博士）[6]。
- 気象の諸要素が天文観測結果に影響を与える点について究明に努め、水沢緯度観測所に純国産式の浮遊天頂儀を開発設置し赤道儀屈折機を導入するなど、天文観測上の機器開発や観測所の設備充実に尽くした。

論文・著作
- 「Effect of the Direction of Wind on the Observed Latitude」（1928年）
- 「目盛りの十分の一を目測することに就いて」（1931年）
- 「Note on the Personality in the Estimation of Tenths」（1932年）
- 「天頂儀室の温度に就いて」（1932年）
- 「Note on the Observation of Latitude at Greenwich」（1934年）
- 「グリニッチの緯度変化に就いてⅠ」（1934年）
- 「Corrigenda of the Report of the International Latitude」（1934年）
- 「グリニッチの緯度変化に就いてⅡ」（1934年）
- 「日照時間と緯度変化に就いて」（1935年）
- 「グリニッチの緯度変化に就いてⅢ」（1935年）
- 「Effect of the wind on the Observed Latitude at Mizusawa」（1935年）
- 「Additional Note on the Observed of Latitude at greenwich」（1935年）
- 「Variation in Latitude with the Moon's Position」（1935年）
- 「グリニッチの緯度変化に就いてⅣ」（1936年）
- 「Remarks on an Apparent Lunar Effect in Time Observations」（1936年）
- 「タルコット水準器の性質」（1937年）

## 家族
姉 山本英子
義兄 山本一清（1889年－1959年）京都帝国大学教授、滋賀県初の理学博士、アマチュア天文家の育成に尽力した。